# Élections législatives camerounaises de 1973
Des élections législatives ont eu lieu au Cameroun le 18 mai 1973. Le parti unique, l'Union nationale camerounaise, obtient les 120 sièges.

## Résultats
L'Union nationale camerounaise remporte les 120 sièges.
| Parti                        | Voix      | %    | Sièges |
| ---------------------------- | --------- | ---- | ------ |
| Union nationale camerounaise | 3 293 428 | 100% | 120    |
| Votes blancs/invalides       | 1 577     | -    | -      |
| Total                        | 3 295 005 | 100% | 120    |